# Église Saint-Pierre de Penerf
L'église Saint-Pierre est un lieu de culte catholique situé dans la commune de Damgan, dans le département français du Morbihan.

## Présentation
L'église est située dans le village de Penerf, qui a le statut de paroisse. Sa construction remonte au XVIIe siècle et remplace probablement une construction plus ancienne. Elle est placée sous le patronage de saint Pierre et de saint Paul, saint Pierre étant le patron des pêcheurs. 
Le lieu étant déjà habité depuis longtemps et formait une entité propre, Penerf a obtenu le statut de paroisse en 1843 dans Damgan. Elle est agrandie par l’adjonction d’une chapelle dédiée à la Vierge et clocher remanié. Les ailes nord et sud sont ajoutées en 1853 et 1848 puis l'église est restaurée au XIXe siècle. Elle conserve des ex-voto de maquettes de bateaux traditionnels et un ex-voto sur papier. Le chœur s'est enrichi d'une mosaïque réalisée en 1936 par Louis Barillet grâce aux dons des paroissiens illustrant leur vie.

## Galerie

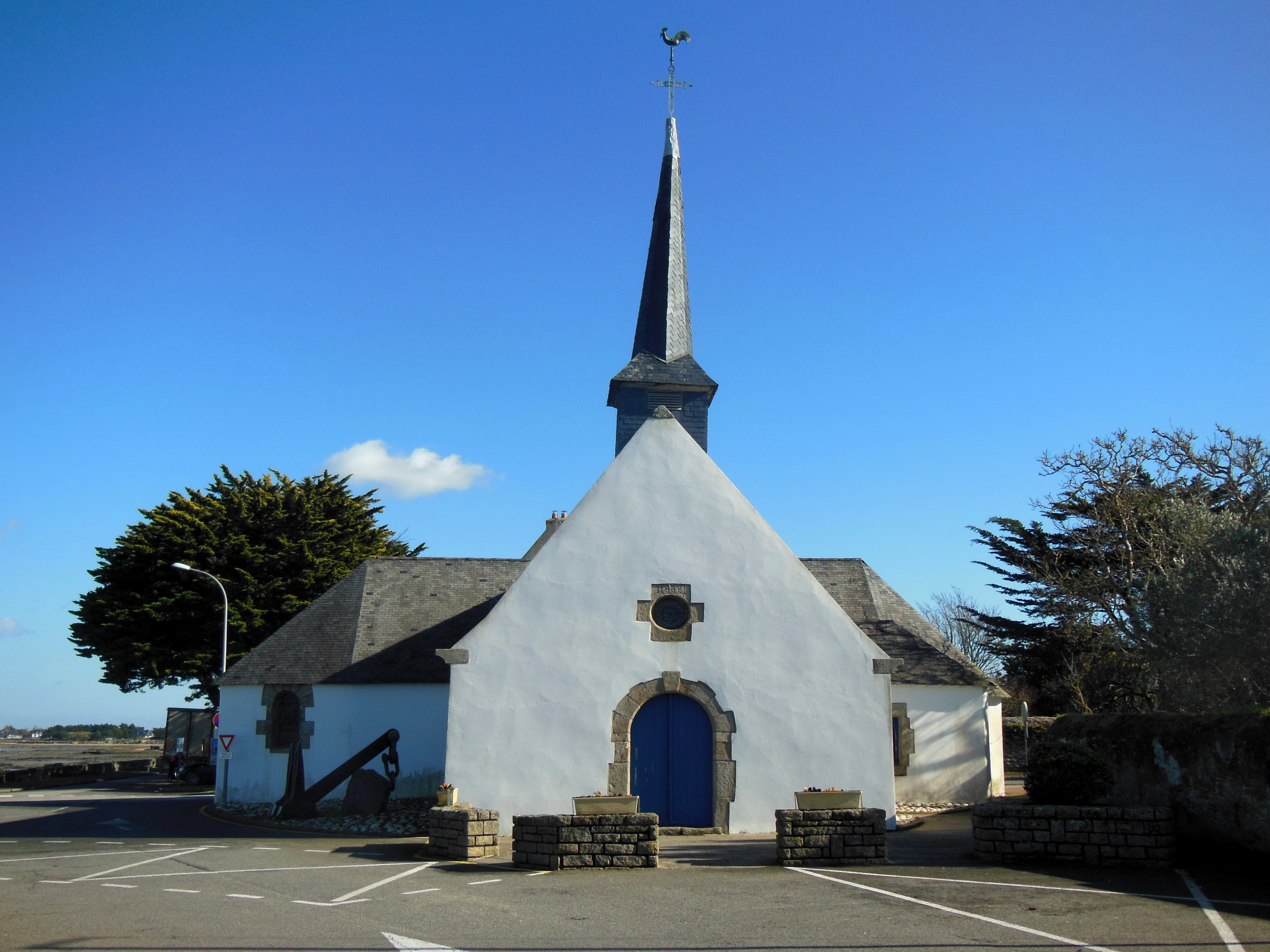
Vue extérieure.
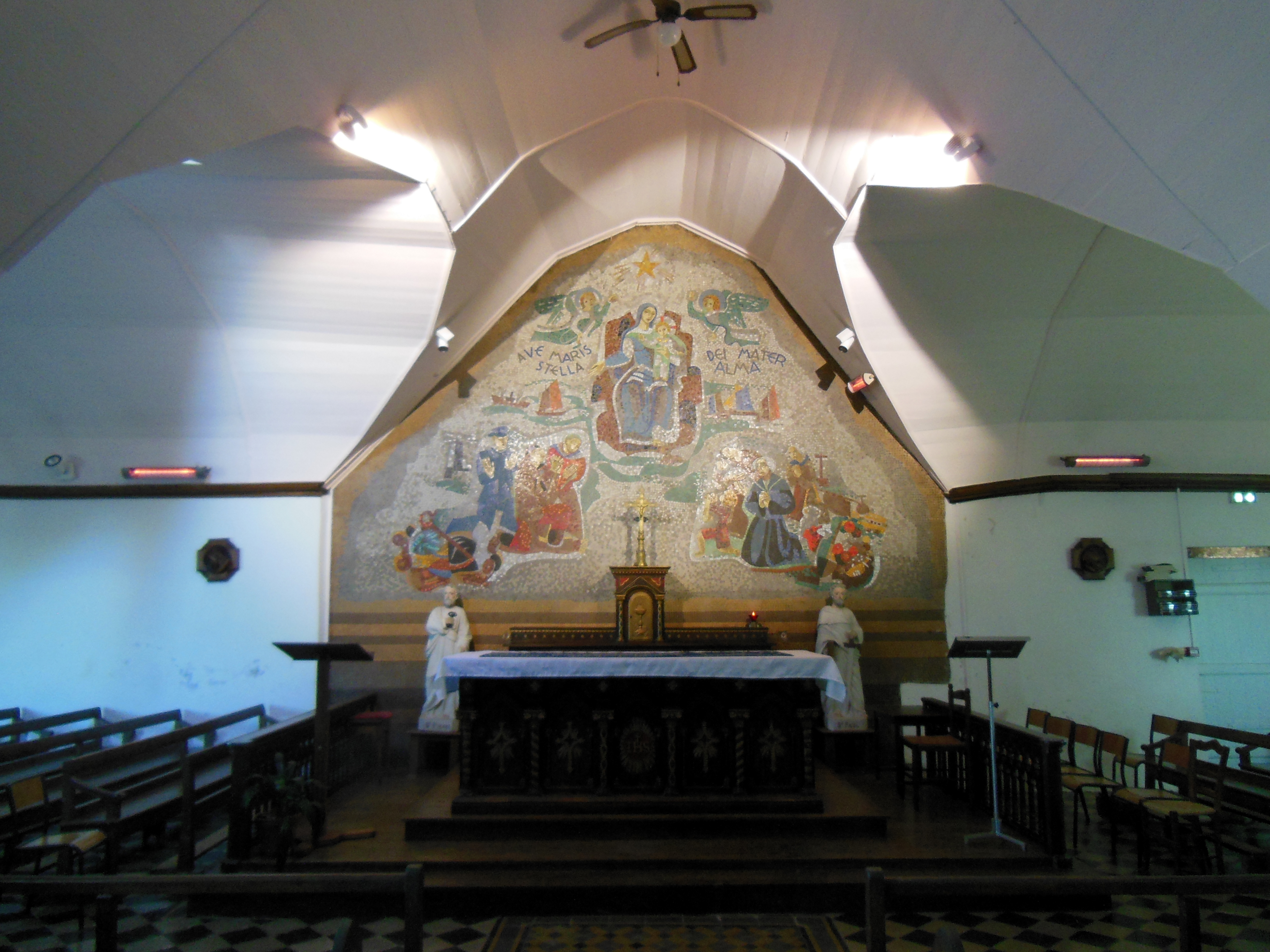
Vue intérieure, le chœur et la mosaïque.